# Brünlasberg (Erzgebirge)
Der Brünlasberg ist eine 511 Meter hohe Bergkuppe im sächsischen Teil des Westerzgebirges. Der Berg ist die höchste Erhebung im Waldgebiet Hohes Holz, das auch als Pfarrholz bekannt ist. Im Norden liegt der nach dem Berg benannte Ortsteil Brünlasberg der Großen Kreisstadt Aue. Die Bebauung zieht sich fast bis zum höchsten Punkt. Im Süden wird der Phyllit-Härtling vom Zschorlaubach und anschließend im Osten von der Zwickauer Mulde umflossen. Etwas höher auf etwa 410 m Höhe wurde der Floßgraben um den Berg herumgeführt.
Am nordöstlichen Hang befanden sich die Eisenerzbergwerke Rauhs Glück und Vertrau auf Gott.